# شهرستان اوروپسکی
شهرستان اوروپسکی (به لاتین: Urupsky District) یک شهرستان در روسیه است که در قره‌چای و چرکس واقع شده‌است.